# Sandra Urach
Sandra Urach (* 5. Juni 1976 in Andelsbuch) ist eine österreichische Langstreckenläuferin und Marathon-Staatsmeisterin (2017).

## Werdegang
Die Bregenzerwälderin Sandra Urach begann 2004 mit dem Laufsport und sie startet für den Leichtathletik-Verein „Im Wald läuft’s“.

Im Oktober 2014 gewann sie bei ihrem ersten Start auf der Marathon-Distanz den Marathon der 3 Länder am Bodensee.
Im Oktober 2017 startete sie wieder beim Marathon am Bodensee und sie holte sich mit dem dritten Rang in der Gesamtwertung den Titel der österreichischen Staatsmeisterin.
Im Oktober 2018 konnte die 42-Jährige zum zweiten Mal nach 2014 den Marathon der 3 Länder am Bodensee gewinnen.
Im Mai 2023 wurde die 46-Jährige Fünfte beim Wings for Life World Run 2023.

## Sportliche Erfolge
| Datum/Jahr    | Rang | Wettbewerb                                   | Austragungsort     | Zeit       | Bemerkung                                                                                |
| ------------- | ---- | -------------------------------------------- | ------------------ | ---------- | ---------------------------------------------------------------------------------------- |
| 7. Mai 2023   | 5    | Wings for Life World Run 2023                | Wien               |            | globale Platzierung; Zweite in Österreich mit 48,26 km hinter Veronika Mutsch (48,89 km) |
| 7. Okt. 2018  | 1    | Marathon der 3 Länder am Bodensee            | Bregenz            | 02:47:54   |                                                                                          |
| 8. Okt. 2017  | 1    | Österreichische Staatsmeisterschaft Marathon | Bregenz            | 02:45:24   | Dritte beim Marathon der 3 Länder am Bodensee; mit persönlicher Bestzeit                 |
| 5. Okt. 2014  | 1    | Marathon der 3 Länder am Bodensee            | Bregenz            | 02:50:33   | Sieg beim ersten Marathonstart                                                           |
| 24. Mai 2014  | 1    | Bodensee-Frauenlauf                          | Bregenz            | 00:37:47   | Siegerin über die 10-km-Distanz                                                          |
| 6. Apr. 2014  | 1    | City Run Bludenz                             | Bludenz            |            | Siegerin im Halbmarathon                                                                 |
| 30. März 2014 | 7    | Berliner Halbmarathon                        | Berlin             | 01:17:52   |                                                                                          |
| 6. Okt. 2013  | 2    | Marathon der 3 Länder am Bodensee            | Bregenz            |            | Zweite im Halbmarathon hinter Sabine Reiner                                              |
| 15. Sep. 2013 | 4    | Wachau-Marathon                              | Krems an der Donau | 01:20:00   | wie schon im Vorjahr im Halbmarathon als beste Österreicherin                            |
| 18. Aug. 2013 | 1    | Allgäu-Panorama-Marathon                     | Sonthofen          | 01:25:45   | Siegerin Halbmarathon                                                                    |
| 7. Apr. 2013  | 1    | Bludenz läuft                                | Bludenz            | 01:19:36,5 | Siegerin Halbmarathon – bei der Vorarlberger Landesmeisterschaft                         |
| 2013          | 1    | Bodensee-Frauenlauf                          | Bregenz            |            | Siegerin über die 5-km-Distanz                                                           |
| 16. Sep. 2012 | 4    | Wachau-Marathon                              | Krems an der Donau | 01:14:40   | Halbmarathon als beste Österreicherin                                                    |
| 19. Aug. 2012 | 1    | Allgäu-Panorama-Marathon                     | Sonthofen          | 01:19:39   | Siegerin Halbmarathon                                                                    |
| 2012          | 1    | Bodensee-Frauenlauf                          | Bregenz            |            | Siegerin über die 5-km-Distanz                                                           |
| 2. Okt. 2011  | 3    | Marathon der 3 Länder am Bodensee            | Bregenz            | 01:21:56   | im Halbmarathon als Dritte und beste Österreicherin hinter den beiden Kenianerinnen      |

(DNF – Did Not Finish)